# نیدوله علیا
نیدوله علیا، روستایی در دهستان بیجنوند از توابع بخش زاگرس در شهرستان چرداول در استان ایلام کشور ایران است. این روستا دارای باغات انگور است و محصولات خود را به شهرها و استان های همجوار نیز ارسال می کنند.

## جمعیت
این روستا در دهستان بیجنوند قرار دارد و براساس سرشماری مرکز آمار ایران در سال ۱۳۸۵، جمعیت آن ۱۷۵ نفر (۴۲خانوار) بوده‌است.